# Tsugaru Nobuaki
Tsugaru Nobuaki est un nom japonais traditionnel ; le nom de famille (ou le nom d'école), Tsugaru, précède donc le prénom (ou le nom d'artiste).
Tsugaru Nobuaki (津軽 信著, 16 avril 1719-10 mars 1746) est le 6e daimyō du domaine de Hirosaki au nord de la province de Mutsu dans le Honshū au Japon (moderne préfecture d'Aomori). Son titre de courtoisie est Dewa-no-kami.

## Biographie
Tsugaru Nobuaki est le fils aîné de Tsugaru Nobuoki, fils aîné et héritier de Tsugaru Nobuhisa, 5e daimyō du domaine de Hirosaki. Son père meurt en 1730 et quand Nobuhisa se retire en 1731, il nomme son fils Nobuaki comme successeur. Nobuaki est encore mineur aussi tout le pouvoir reste-t-il entre les mains de Nobuhisa.
Pendant son règne, le domaine de Tsugaru est en proie à une catastrophe naturelle après l'autre, avec des inondations suivies de sécheresses, des tremblements de terre, des éruptions volcaniques (du mont Iwaki et d'autres volcans de Hokkaido), des intempéries et de mauvaises récoltes répétées qui entraînent une famine généralisée et des maladies. Le shogunat Tokugawa lui-même est en crise financière, conduisant à la mise en œuvre des réformes Kyōhō par le shogun Tokugawa Yoshimune et n'est pas en mesure d'apporter de l'aide. Nobuaki continue la création de nouvelles rizières et des ouvrages d'irrigation et encourage la recherche rangaku pour aider à résoudre les problèmes du domaine et de la dette toujours croissante. Cependant, presque comme un coup de grâce, la ville fortifiée de Hirosaki brûle dans un incendie le 11 mai 1746 et Nobuaki meurt de maladie deux semaines plus tard à l'âge de 25 ans.
Le daimyō retiré, Nobuhisa, continue d'exercer son influence de loin à partir de la résidence du clan à Edo et lorsque Nobuaki décède en 1744, Nobuhisa s'arrange pour faire nommer Nobuyasu (6 ans), le fils aîné de Nabuaki, daimyo. Nobuhisa assure la régence jusqu'à sa mort le 10 mars 1746.
La tombe de Nobuaki se trouve au Juyo-in dans l'arrondissement Taitō-ku à Tokyo ainsi que dans le temple familial du clan Tsugaru Chōshō-ji à Hirosaki.

## Source de la traduction
- (en) Cet article est partiellement ou en totalité issu de l’article de Wikipédia en anglais intitulé « Tsugaru Nobuaki » (voir la liste des auteurs).